# 陈易
陈易（1892年—1960年）字臣朔、凫忆，号药闲、医懒，诗人、画家、中医、文化名人。
陈家祖籍仪征，世居扬州糙米巷，是书香世家、官宦望族，“一门四进士，父子两传胪”。高祖陈嘉树（号仲云，1781年—1841）为道光二十四年（1844）进士、传胪；曾祖陈韨（字象衡），咸丰六年（1856）进士；祖父陈咸庆为光绪九年（1883年）进士、刑部主事。叔祖陈彝（字六舟，1827—1890），清同治元年（1862）进士、传胪。
陈易经商颇成功，经营农场、钱庄、米厂、粮店、卷烟厂，办《淮扬日报》，富春巷口待访轩古董店。1921年在五亭桥东南瘦西湖中建别墅凫庄，出自屈原《楚辞》。1937年沦陷后隐居宝应氾水镇。1949年前后迁居上海，凫庄借给新政府开放为瘦西湖公园的一部分。陈易在虹口区四川北路同春堂药店坐堂行医，晚年在上海中医学院教书，著有《伤寒六经明义》。1960年去世。

## 家庭
- 妻，瞿淑芳，常州人
- 儿女10人